# Црква Свете Тројице у Вранову
Црква Свете Тројице у Вранову, на територији града Смедерева, подигнута је 1893. године, као непокретно културно добро има статус споменика културе.

## Архитектура
Црква у Вранову је подигнута према неким подацима по копији пројекта архитеката Јована Илкића и Александра Бугарског из 1883. године за цркву у Жлни код Књажевца, с тим да је у односу на њу овде изведен масиван звоник изнад западног прочеља.
Комбиновањем елемената српске и византинске архитектуре уз јасан утицај и Ханзенове школе, врановска црква је изведена као једнобродна грађевина скромних димензија. Просторно је подељена на наос на који се са источне стране надовезује олтарска апсида, док је изнад западног прочеља изведен масиван звоник правоугаоне основе. Обраду фасаде карактерише полихромија добијена алтерацијом хоризонталних појасева црвене и окер боје, као и скромна обрада прозорских отвора у виду монофора и бифора и улазних портала.
Унутрашњим простором цркве доминира иконостасна преграда изведена у класицистичком духу. Иконе на њој рађене техником уље на платну, рад су непознатог аутора.